# Пномпень Краун
Футбольний клуб «Пномпень Краун» (кхмер. ក្លឹបបាល់ទាត់ភ្នំពេញក្រោន), також відомий як «Краун» — професійний камбоджійський футбольний клуб з Пномпеня. Клуб грає в Прем'єр-лізі Камбоджі, найвищій футбольній лізі Камбоджі. «Пномпень Краун» має прізвисько «Червоний лев», та заснований у 2001 році як «Смарт Юнайтед». Клуб є одним із найуспішніших у Камбоджі, 8 разів, найбільше серед усіх команд Камбоджі, виграв чемпіонат країни. Окрім успіхів у чемпіонаті «Пномпень Краун» по 2 рази вигравав Кубок Камбоджі, Суперкубок Камбоджі та Кубок Камбоджійської ліги. «Пномпень Краун» також є єдиним камбоджійським клубом, який дійшов до групового етапу та півфіналу Кубка АФК.

## Історія
Клуб «Пномпень Краун» був заснований у 2001 році як «Смарт Юнайтед» за підтримки «Smart Mobile Cambodia», та розпочав виступи в Камбоджійській лізі, яка на той час була напівпрофесійною лігою. «Смарт Юнайтед» у своєму другому сезоні в 2002 році виграв титул переможця Камбоджійської ліги, проте подальша участь клубу в чемпіонаті не була успішною до 2005 року, коли команда змінила спонсорів. За спонсорства «Hello Mobitel» клуб був перейменований на «Хеллоу Юнайтед». Однак зміна назви та ідентичності не принесла великого успіху на полі, і команда посіла лише друге місце в Камбоджійській лізі після клубу «Кхемара Кейла». Водночас нагороду найкращого бомбардира чемпіонату отримав гравець клубу Хок Сочіворн із 22 голами.
У 2006 році «Hello Mobitel» продала клуб іншому бізнесмену, Ріті Самнангу, який змінив назву клубу на «Пномпень Юнайтед». Повідомлено, що клуб прагне гідно представляти Пномпень, і готується до чемпіонства. На початку сезону 2006 року клуб вперше взяв участь у Кубку Президента АФК, але не потрапив до регіональної кваліфікації. Через рік після зміни назви та злиття з клубом «Емпайр», та в процесі підготовки до нового турніру, Кубку Камбоджі, клуб у 2007 році знову змінив назву на «Пномпень Емпайр». 2008 рік виявився найуспішнішим за весь час існування клубу, команда в цьому році виграла чемпіонат і Кубок Камбоджі.

### Оновлення назви та новий бренд клубу
У 2009 році «Пномпень Емпайр» модернізував назву клубу на «Пномпень Краун» після того, як клуб отримав нового спонсора, «Crown Casino», зміна назви також була спрямована на залучення молоді, а також для утвердження думки, що клуб є королем пномпенського футболу. У 2009 році «Пномпень Краун» зайняв четверте місце в чемпіонаті, та виграв Кубок Камбоджі завдяки голу Кео Сок Нгора в матчі з командою «Нагакорп». Після внутрішніх турнірів «Пномпень Краун» грав ще в двох турнірах: Кубку Президента АФК і Кубку Сінгапуру. Двох поразок і перемоги над бутанським клубом «Їдзін» не вистачило, щоб вийти у другий раунд Кубка Президента АФК. Перемога над «Янг Лайонз» з рахунком 2-0 у Кубку Сінгапуру дозволила клубу дійти до чвертьфіналу, де таїландський клуб «Бангкок Гласс» переміг «Пномпень Краун» у матчі-відповіді. У 2010 році пномпеньський клуб утретє виграв чемпіонат країни, обігравши «Преах Кхан Річ Свайрінг» з рахунком 4-3 у фіналі плей-оф, незважаючи на те, що він фінішував четвертим у регулярному чемпіонаті. «Пномпень Краун» також програв клубу міністерства оборони з рахунком 3–2 у фіналі Кубка Камбоджі.

### Сезони 2013—2014 років
У сезоні 2013—2014 років «Пномпень Краун» посів третє місце в лізі, та вибув у півфіналі Кубка Камбоджі після поразки по пенальті від клубу міністерства національної оборони. У плей-оф чемпіонату клуб поступився майбутньому чемпіону «Преах Кхан Річ Свайрінг» у півфіналі. Сезон 2014 року почався з того, що «Пномпень Краун» вилетів у півфіналі Кубка Камбоджі від клубу «Білд Брайт Юнайтед». пномпенський клуб уперше виграв вперше виграв Прем'єр-лігу Камбоджі. Після перемоги над клубом «Нагакорп» з рахунком 1-0 воротар «Пномпень Краун» Суяті був нагороджений «Золотою рукавичкою», нагородою найкращого воротаря ліги.

## Стадіон
Стадіон клубу «Пномпень Краун», який перебудований на 5 тисяч глядачів, названий на честь спонсора клубу компанії «Smart Axiata». Цей стадіон отримав назву «Смарт РСН Стейдіум», початок назви на честь спонсора, а остання абревіатура означає Ріті Сам Нанг, ім'я покійого президента клубу. Після того, як «Пномпень Краун» отримав новий стадіон, він почав відповідати усім стандартам команди Прем'єр-ліги Камбоджі. У 2015 році «Пномпень Краун» у шостий раз виграв чемпіонат країни, обігравши у фіналі клуб «Нагаворлд».

## Титули і досягнення
- Чемпіон Камбоджі (8): 2002, 2008, 2010, 2011, 2014, 2015, 2021, 2022
- Кубок Камбоджі (3): 2008, 2009, 2024-25
- Суперкубок Камбоджі (2): 2022, 2023
- Кубок камбоджійської ліги (2): 2022, 2023